# Storbritannien i Eurovision Song Contest 2016

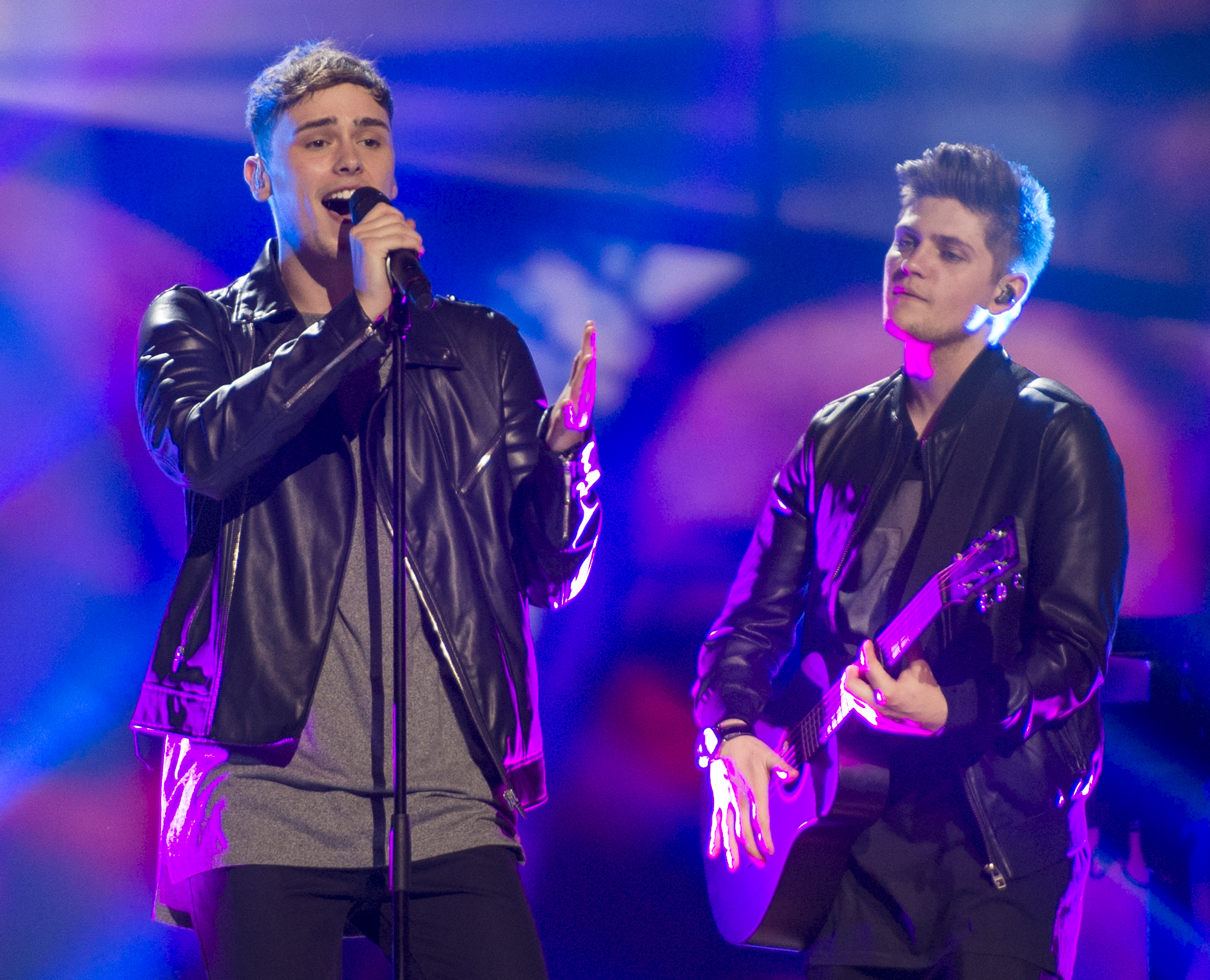

Storbritannien deltog i Eurovision Song Contest 2016 i Stockholm, Sverige. Landet representerades av Joe & Jake med låten "You're Not Alone".

## Bakgrund
BBC bekräftade sitt deltagande 9 september 2015.

## Format

### Eurovision: You Decide
För första gången sedan 2010 använde Storbritannien sig av en nationell final/uttagning för att utse sitt bidrag till ESC. 6 bidrag deltog i finalen. Bidragen presenterades 22 februari under The Ken Bruce Show. De bidrag som fått flest telefonröster fick representera landet. 

## Finalen
Finalen hölls den 26 februari 2016.
| Nr | Artist            | Sång                   | Låtskrivare                                                | Telefonröster | Placering |
| -- | ----------------- | ---------------------- | ---------------------------------------------------------- | ------------- | --------- |
| 1  | Dulcima           | "When You Go"          | Tomas Twyman                                               |               |           |
| 2  | Matthew James     | "A Better Man"         | Helienne Lindvall, Andrew Fromm, Peter Kvint               |               |           |
| 3  | Darline           | "Until Tomorrow"       | Roy Stride, Joshua Wilkinson, Duck Blackwell, Jack McManus |               |           |
| 4  | Karl William Lund | "Miracle"              | Karl William Lund                                          |               |           |
| 5  | Bianca            | "Shine a Little Light" | Ash Howes, Leona Lewis, Cass Lowe, Richard Stannard        |               |           |
| 6  | Joe & Jake        | "You're Not Alone"     | Schwartz, Justin J. Benson, S. Kanes                       |               | 1         |

## Under ESC
Storbritannien tillhör the big 5 länderna där det menas med att landet redan var direktkvalificerat till finalen. i Finalen hamnade de på en 24:e plats med 62p.